# Charles Lefley
Charles Thomas Lefley, né le 20 janvier 1950 à Winnipeg, est un joueur canadien de hockey sur glace qui jouait au poste d'ailier gauche. Charles est le frère du joueur de hockey professionnel Bryan Lefley.